# Williams FW30
O FW30 foi o modelo da Williams da temporada de 2008 da Fórmula 1. Condutores: Nico Rosberg e Kazuki Nakajima.

## Resultados[1]
(legenda) 
| Ano  | Chassi | Motor            | Pneus | Nº | Pilotos         | 1   | 2   | 3   | 4   | 5   | 6   | 7   | 8   | 9   | 10  | 11  | 12  | 13  | 14  | 15  | 16  | 17  | 18  | Pontos | Posição |  |
| ---- | ------ | ---------------- | ----- | -- | --------------- | --- | --- | --- | --- | --- | --- | --- | --- | --- | --- | --- | --- | --- | --- | --- | --- | --- | --- | ------ | ------- |  |
|      |        |                  |       |    |                 |     |     |     |     |     |     |     |     |     |     |     |     |     |     |     |     |     |     |        |         |  |
|      |        |                  |       |    |                 | AUS | MAL | BHR | ESP | TUR | MON | CAN | FRA | GBR | GER | HUN | EUR | BEL | ITA | SIN | JPN | CHN | BRA |        |         |  |
| 2008 | FW30   | Toyota RVX-08 V8 | B     | 7  | Nico Rosberg    | 3   | 14  | 8   | Ret | 8   | Ret | 10  | 16  | 9   | 10  | 14  | 8   | 12  | 14  | 2   | 11  | 15  | 12  | 26     | 8°      |  |
| 2008 | FW30   | Toyota RVX-08 V8 | B     | 8  | Kazuki Nakajima | 6   | 17  | 14  | 7   | Ret | 7   | Ret | 15  | 8   | 14  | 13  | 15  | 14  | 12  | 8   | 15  | 12  | 17  | 26     | 8°      |  |